# 南極洲交通
南極洲交通因為科技發展已經從探險家步行轉變為更進步的時代，目前主要是透過航空和水運，也可以使用陸運，通常是為了科學考察或旅遊。除了受到季節的限制，冬季不適合遷移，南極洲的交通技術還需要能夠應對極低的溫度和持續的強風以確保安全。另外南極洲環境脆弱，只能進行有限的交通活動，必須使用永續的運輸方式來減少生態足跡。目前每年有數百名科學家和數千名遊客依賴南極洲交通系統。

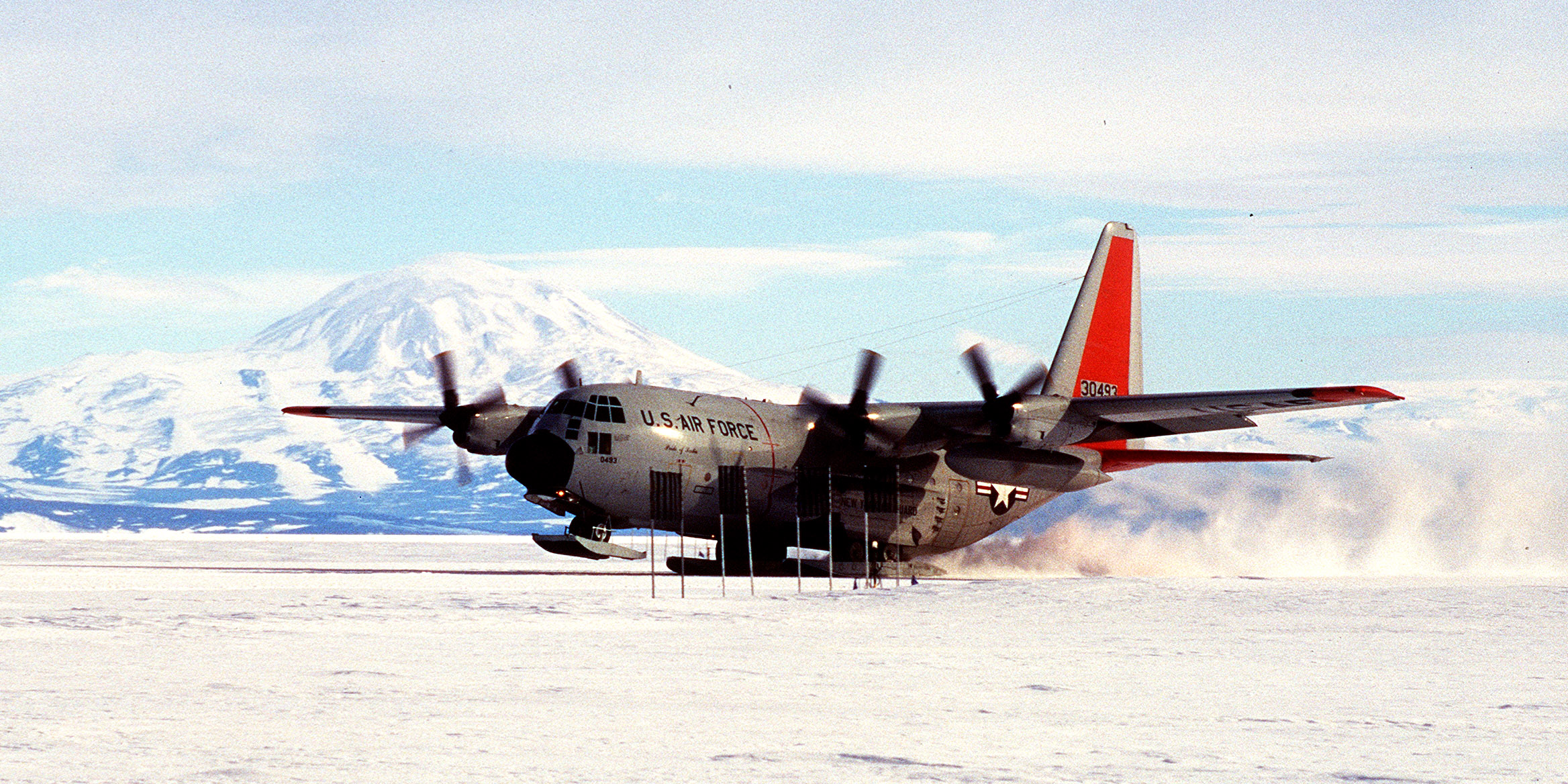
2006年，美國空軍的LC-130力士型運輸機在麥克默多站著陸。

## 陸運

### 道路
利用平整積雪建造而成的南極橫貫線是一條沒有鋪砌只有利用規律間隔的旗幟標記道路，這條公路連接位於海岸的麥克默多站與內陸的阿蒙森-史考特南極站。
美國南極洲計劃在南半球的夏季維持兩條冰路，其中一條可通往羅斯冰架上的飛馬機場，飛馬機場和麥克默多站之間的冰路長約23公里，另一條路可通往位於海冰上的冰跑道，冰跑道和麥克默多站之間的道路長度每年都有所不同，取決於許多因素，包括冰的穩定性，這些道路對於麥克默多站、阿蒙森-史考特南極站和史考特基地的補給至關重要。
俄羅斯的米爾尼站和沃斯托克站之間有一條道路，用於向沃斯托克站供應食品、燃料和其他物資。

### 車輛

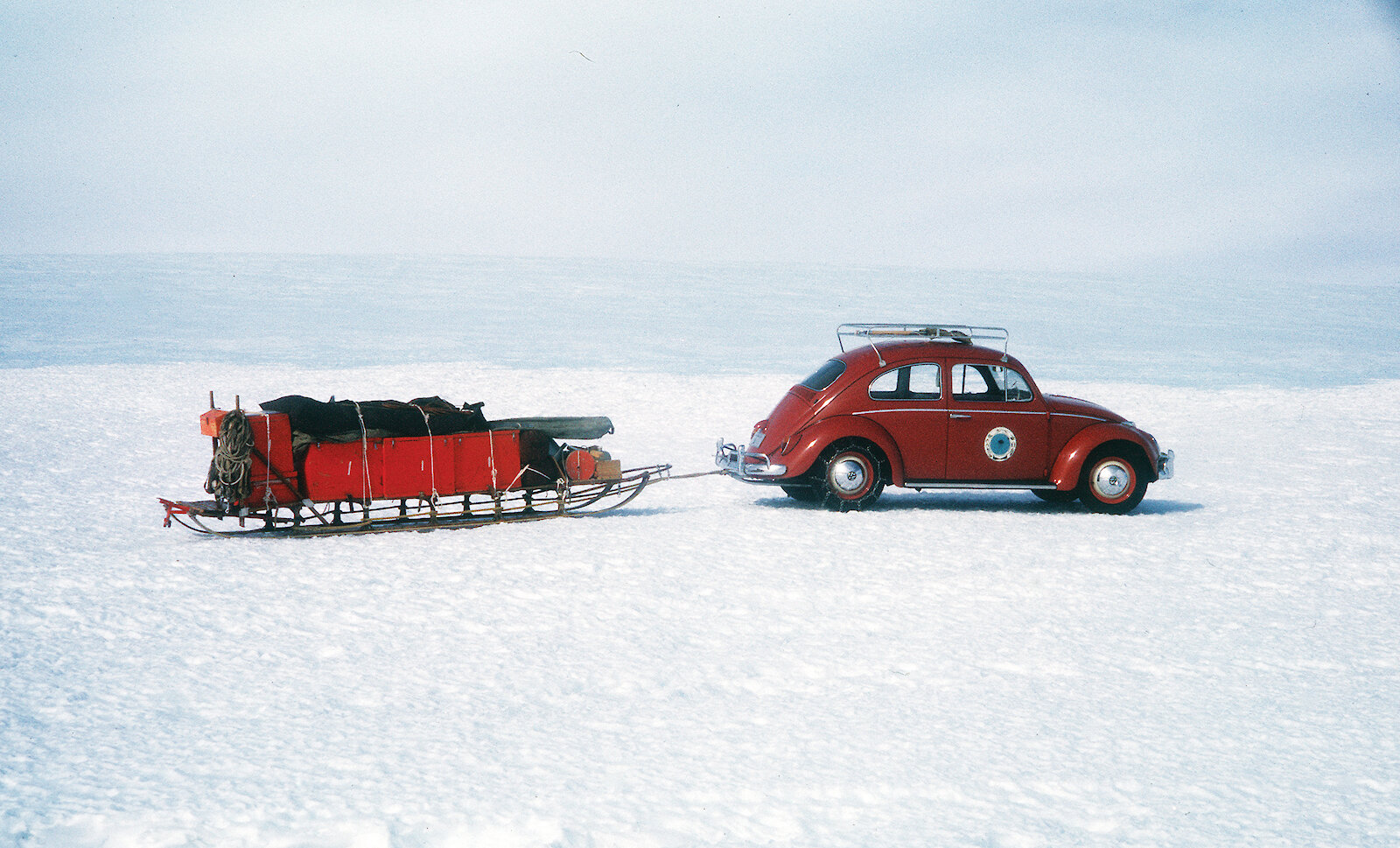
1963年，莫森站的福斯金龜車「南極洲1號」。

歷史上首次在南極洲使用車輛的是1908年的尼姆羅德考察隊。從二十世紀中葉開始，機械動力在很大程度上取代了用於長距離運輸的人力牽引和狗拉雪橇，但道路基礎設施的稀缺和品質限制傳統車輛的陸路運輸，普通輪式車輛在南極洲環境的能力非常有限，只能用在科學基地和無雪地區，周圍有堅硬的岩石或冰雪可供輪式車輛可以行駛，因此南極洲首選的交通工具是履帶式車輛。

## 海運
南極洲有數個冰港都是天然良港，但最主要的港口位於麥克默多站，海運物資進出南極洲幾乎都會經過此地，另外大多數沿海站點都有近海錨地，物資可以透過小艇、駁船或直升機從船上轉移到岸上。所有停泊港口的船舶必須依照《南極條約》第七條接受檢查。許多遊船都會在夏季（一月至三月）遊覽南極，大多數母港位於阿根廷烏蘇懷亞。
南極洲現已與世界所有地區相連，據統計，2018年已有23個國家的58個港口直達南極海岸，這也造成外來物種影響與世隔絕的南極洲生態。

## 空運
南極洲的航空運輸可以透過定翼機和旋翼機進行，跑道和停機坪必須保持無雪，以確保安全的起飛和降落條件。南極洲大約有二十座機場，但沒有發達的公共機場或著陸設施，由於受到極端的環境限制，南極洲的機場都不符合國際民航組織的標準，因此飛機需要事先獲得相對應政府或非政府組織的批准才能著陸。
隸屬於紐約州空軍國民警衛隊的第109空運聯隊裝備有LC-130運輸機，專門用於南極洲補給。2008年9月11日，美國空軍一架C-17全球霸王III運輸機依靠夜視鏡在飛馬機場成功降落，使美國有能力在全年任何時間以飛行方式抵達南極洲。